# Zoofenster
Zoofenster è il nome di un grattacielo della città tedesca di Berlino, sito nel quartiere di Charlottenburg nell'area della "City West".
Fu costruito dal 2008 al 2012 sull'area del demolito Schimmelpfeng-Haus su progetto di Christoph Mäckler.
Immediatamente a sud dello Zoofenster sorge il grattacielo Upper West, costruito nell'ambito dello stesso progetto urbanistico.